# Antuco Telesca
Antonio Telesca más conocido como Antuco Telesca (Buenos Aires; 1914 - ibídem, 27 de junio de 1995) fue un actor argentino de cine, radio y televisión. Era hijo de la actriz Raquel Notar y nieto de la también actriz Orfilia Rico.

## Carrera profesional
Fue una de las estrellas del radioteatro y en pareja con Mecha Caus formaron uno de los rubros más exitosos. En 1960 actuó por Radio Belgrano en Más allá del pan y del vino. En televisión trabajó en varios ciclos de telenovelas escritos por Alberto Migré, entre los cuales estuvo el exitoso Rolando Rivas, taxista.

## Filmografía
Actor
- Azahares rojos (1940)
- El ángel de trapo (1940)

## Televisión
- Nosotros y los miedos (serie)
- Miedo a la verdad (1982)  …El juez
- Un hombre como vos (1982)  (serie) …Profesor 1
- Fabián 2 Mariana 0 (1980)  (serie) …Stanley Balcarce
- Chau, amor mío (1979)  (serie) …Emilio
- Vos y yo, toda la vida (1978)  (serie) …Abelardo
- El tema es el amor (1977)  (serie)
- Pablo en nuestra piel (1977)  (serie)
- Los que estamos solos (1976)  (serie) …Gastón
- Piel naranja (1975)  (serie) …Benjamín
- Mi hombre sin noche (1974)  (serie)
- Con odio y con amor (1973)  (serie) …Paco
- Rolando Rivas, taxista (1972-1973)  (serie) …Don Félix
- Nacido para odiarte (1971)  (serie) …Santiago
- Inconquistable Viviana Hortiguera (1970)  (serie) …Dr. Agostinelli
- El hombre que me negaron (1970)  (serie)
- Cuando vuelvas a mí (1969)  (serie) …Ezequiel
- Adorable profesor Aldao (1968)  (serie) …Dr. Agostinelli
- La pulpera de Santa Lucía (1968)  (serie)
- Lo mejor de nuestra vida... nuestros hijos (1967)  (serie)
- Mujeres en presidio (1967)  (serie) …Doctor
- Su comedia favorita (1965)  (serie)